# Ivo Winkler
Ivo Winkler (29. srpna 1940 Ostrava – 9. září 2024) byl československý hráč ledního hokeje, hrající na pozici útočníka.

## Klubové statistiky
| Sezona     | Klub             | Soutěž     | Základní část | Základní část | Základní část | Základní část | Základní část | Play off | Play off | Play off | Play off | Play off |
| Sezona     | Klub             | Soutěž     | Z             | G             | A             | B             | TM            | Z        | G        | A        | B        | TM       |
| ---------- | ---------------- | ---------- | ------------- | ------------- | ------------- | ------------- | ------------- | -------- | -------- | -------- | -------- | -------- |
| 1958–59    | Rudá hvězda Brno | TCH        | —             | —             | —             | —             | —             | —        | —        | —        | —        | —        |
| 1959–60    | Rudá hvězda Brno | TCH        | 2             | 0             | 0             | 0             | —             | —        | —        | —        | —        | —        |
| 1960–61    | Rudá hvězda Brno | TCH        | 32            | 12            | 3             | 15            | —             | —        | —        | —        | —        | —        |
| 1961–62    | Rudá hvězda Brno | TCH        | 20            | 4             | 12            | 16            | —             | —        | —        | —        | —        | —        |
| 1962–63    | TJ ZKL Brno      | TCH        | 14            | 8             | 4             | 12            | —             | —        | —        | —        | —        | —        |
| 1963–64    | TJ ZKL Brno      | TCH        | 30            | 16            | 8             | 24            | —             | —        | —        | —        | —        | —        |
| 1964–65    | TJ ZKL Brno      | TCH        | 8             | 1             | 2             | 3             | —             | —        | —        | —        | —        | —        |
| 1965–66    | TJ ZKL Brno      | TCH        | 25            | 9             | 5             | 14            | —             | —        | —        | —        | —        | —        |
| 1966–67    | TJ ZKL Brno      | TCH        | 21            | 3             | 2             | 5             | —             | —        | —        | —        | —        | —        |
| 1967–68    | TJ ZKL Brno      | TCH        | 36            | 2             | 3             | 5             | —             | —        | —        | —        | —        | —        |
| 1968–69    | TJ ZKL Brno      | TCH        | 16            | 5             | 4             | 9             | —             | —        | —        | —        | —        | —        |
| 1969–70    | TJ ZKL Brno      | TCH        | 36            | 11            | 5             | 16            | —             | —        | —        | —        | —        | —        |
| 1970–71    | TJ ZKL Brno      | TCH        | 37            | 8             | 5             | 13            | —             | —        | —        | —        | —        | —        |
| 1971–72    | TJ Slezan Opava  | TCH-2      | —             | —             | —             | —             | —             | —        | —        | —        | —        | —        |
| 1972–73    | TJ Šumperk       | TCH-2      | —             | —             | —             | —             | —             | —        | —        | —        | —        | —        |
| 1973–74    | TJ Šumperk       | TCH-3      | —             | —             | —             | —             | —             | —        | —        | —        | —        | —        |
| 1974–75    | TJ Šumperk       | TCH-3      | —             | —             | —             | —             | —             | —        | —        | —        | —        | —        |
| 1975–76    | TJ Šumperk       | TCH-3      | —             | —             | —             | —             | —             | —        | —        | —        | —        | —        |
| 1976–77    | TJ Šumperk       | TCH-4      | —             | —             | —             | —             | —             | —        | —        | —        | —        | —        |
| TCH celkem | TCH celkem       | TCH celkem | 277           | 79            | 53            | 132           | —             | —        | —        | —        | —        | —        |